# نهر قويق
نهر قويق أو نهر حلب هو النهر الذي يخترق مدينة حلب شمال سوريا ومصدرها للحصول على المياه العذبة تاريخياً.

## التسمية
كان النهر معروفاً باسم «خاليس» (باللاتينية:Chalis)، وفي اللغة التركية يسمى النهر جدول حلب «Ĥeleb erqi» كما ورد في المصادر العبرية تسمية «قوقيون»  وأخذ اسمه العربي الحالي في التاريخ الإسلامي المبكر.
إن هذا النهر كان ولم يزل يُزرع على شطوطه في مبدئه في بلاد عنتاب شجر الحور فينمو وينجب وتباع منه مقادير عظيمة، فعُرف النهر به فأصبح اسمه نهر الحور منذ ذلك الحين لكثرة زرعه عليه، حيث يطلق على الحور بالتركية الآن (أي سنة 1340 هـ) لفظة قَواق، ثم إن في ضاحية عنتاب مكاناً يدعى: قَواق لق، وتعني مزرعة الحور.
وجاء في معجم البلدان لياقوت الحموي عن أصل تسمية قويق حيث ذكر أنها تصغير قاق وهو صوت الضفدع.

## مجرى النهر
نهر قويق نهر يجري في المنطقة الشمالية من سوريا نابعاً من جنوب من تركيا من هضبة عينتاب، يعتبر نهر Akpınar القادم من مدينة كلس التركية أحد روافده الأساسية، طوله 129 كيلومتر، وينتهي في قرية جزرايا في سبخة المطخ جنوب حلب والتي تعتبر محمية طبيعية هامة للعديد من الطيور المهاجرة. وقد توقف عن الجريان إلى سوريا تماماً عام 1950 بسبب إقامة سد عليه من قبل تركيا.
كان النهر غزير المياه لدرجة أنه أدار عدداً من الطواحين المائية في حلب، كانت آخرها قائمة على النهر مقابل باب انطاكية، وكان
يسقي بساتين حلب الشهيرة والأراضي الواقعة على جانبيه أما المرتفعة عنه قليلاً فكانت تسقى بواسطة النواعير التي كان يديرها .

## إعادة إحياء نهر قويق
و حديثا قامت الحكومة السورية بتحويل قناة من نهر الفرات لتصب في مجراه بقوة ضخ 5 متر مكعب في الثانية، وتعود الحياة إليه من جديد، الأمر الذي أعاد الحياة للزراعة في منطقة جنوب حلب.
تتسارع حالياً عمليات إعادة كشف أجزاء النهر في المدينة لتحسين المظهر الجمالي وتنظيف مجرى النهر الذي كان مصدراً للروائح المسيئة والأمراض، خصوصاً بعد أن تم تحويل كافة أقنية الصرف الصحي عنه وإقامة محطة معالجة خاصة للمياه.

## نهر قويق في الثورة السورية
مذبحة نهر قويق هي عمليات إعدام رميًّا بالرصاص جرت بإجراءات موجزة بحق ما لا يقل عن 147 شخصًا، كان معظمهم من الشباب، والذين عثر على جثثهم في أواخر يناير (كانون الثاني) 2013 في نهر قويق بمدينة حلب في سوريا كجزء من إجرام النظام الطاغية. وكانت أيدي معظم الجثث مقيدة خلف ظهورهم، وكانت أفواههم بشريط لاصق، ووجوههم مشوهة، وجميع الجثث بها بطلق ناري في الرأس، كما تظهر على العديد منها علامات التعذيب. وقد تم التعرف على العديد من الجثث وكانت تعود لمواطنين اعتقلتهم الأجهزة الأمنية التابعة للنظام السوري أو مواطنين كانوا ضحايا للاختفاء القسري..

## معرض الصور

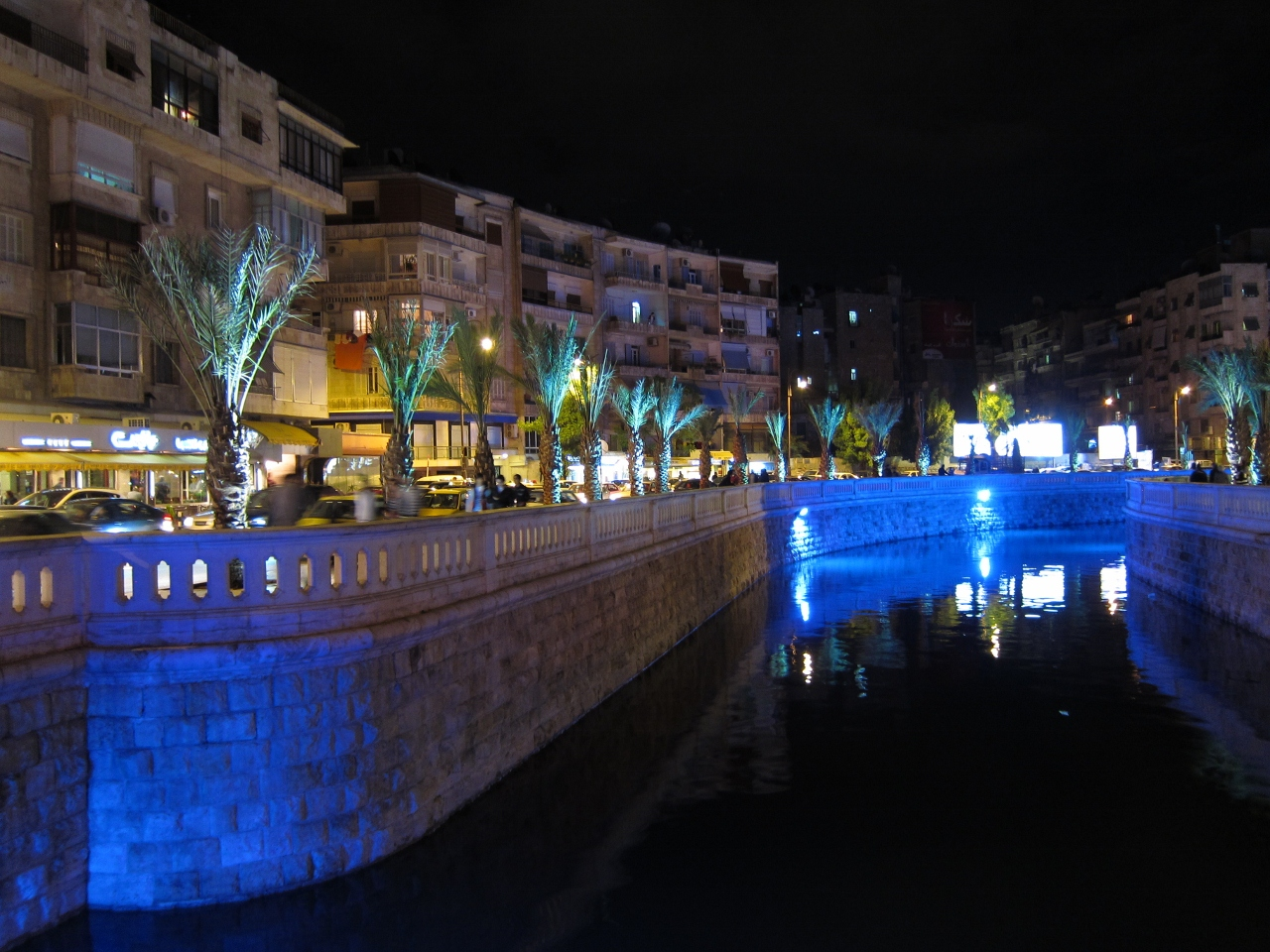
النهر ليلاً
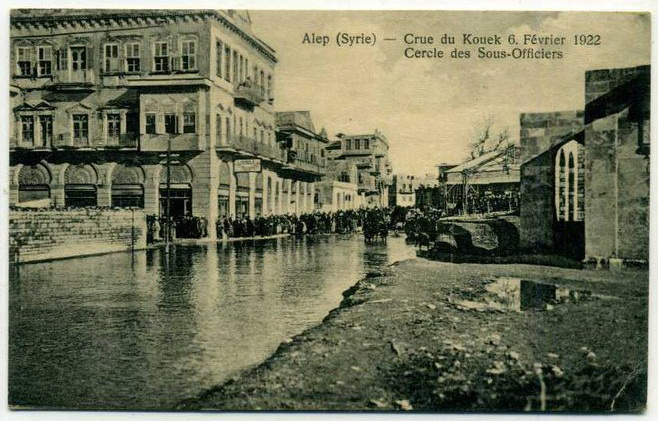
نهر قويق في حلب عام 1922
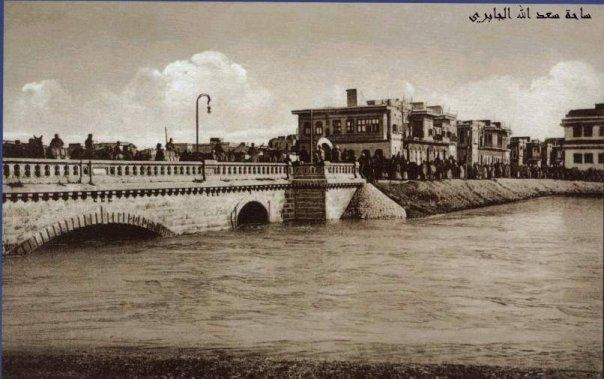
نهر قويق قبل إنشاء ساحة سعد الله الجابري عام 1921
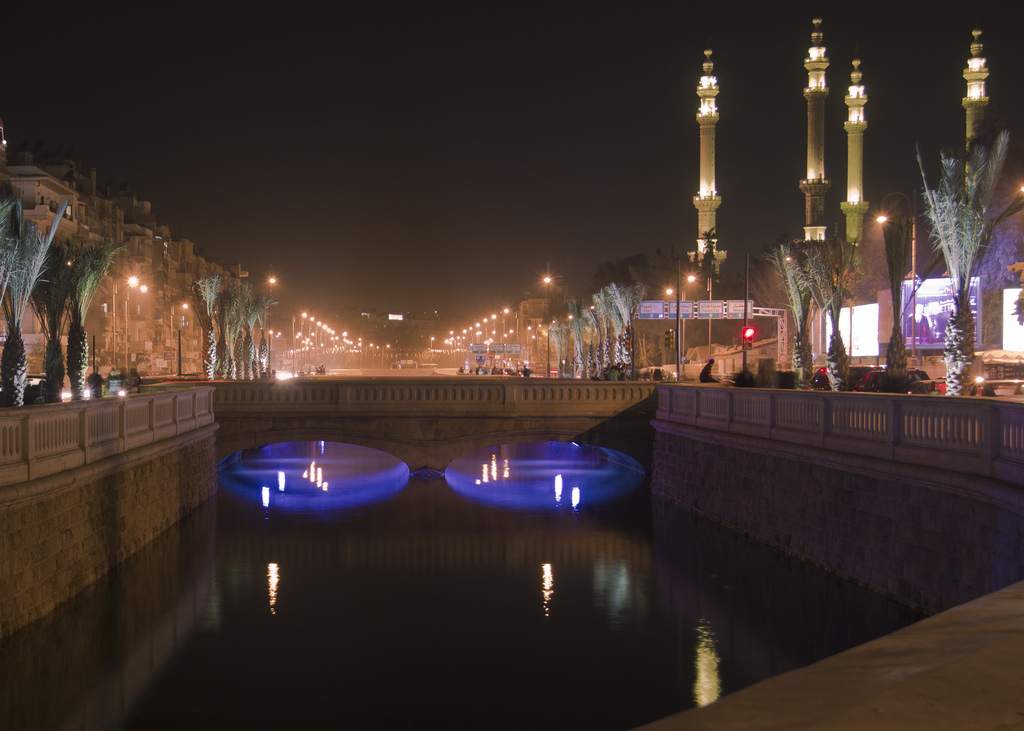
مجرى النهر ليلاً
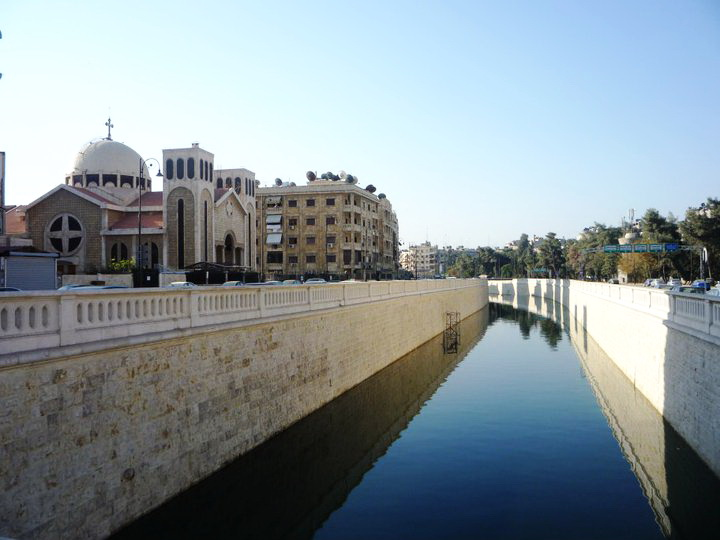
مجرى نهر قويق في حلب